# دیانا گلدن
دیانا گلدن (اسپانیایی: Diana Golden‎؛ زادهٔ ۷ اوت ۱۹۶۵) بازیگر و نمایشنامه‌نویس کلمبیایی‌تبار اهل مکزیک است.
از فیلم‌ها یا مجموعه‌های تلویزیونی که وی در آن‌ها نقش داشته‌است، می‌توان به زنان قاتل و تقدیر یک فرشته اشاره نمود.